# Classe Kil
La Classe Kil era una classe di sloop, designate anche cannoniere, costruite per la Royal Navy durante la prima guerra mondiale. Erano state progettate per la guerra anti-sommergibile, ma delle 85 unità ordinate, solo 55 furono effettivamente completate, arrivando troppo tardi per essere utilizzate in quel ruolo. Queste navi erano progettate per avere la poppa di forma uguale alla prua al fine di confondere i sommergibilisti nemici,  ed erano dipinte con una colorazione mimetica del tipo "dazzle". Dopo la fine del conflitto, la maggior parte di queste navi fu venduta e convertita in navi mercantili costiere.

## Storia

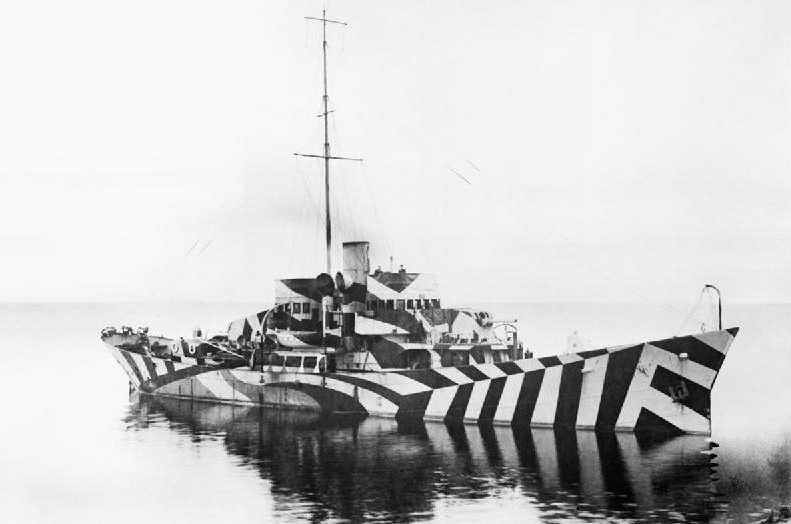
La cannonniera HMS Kilbride.

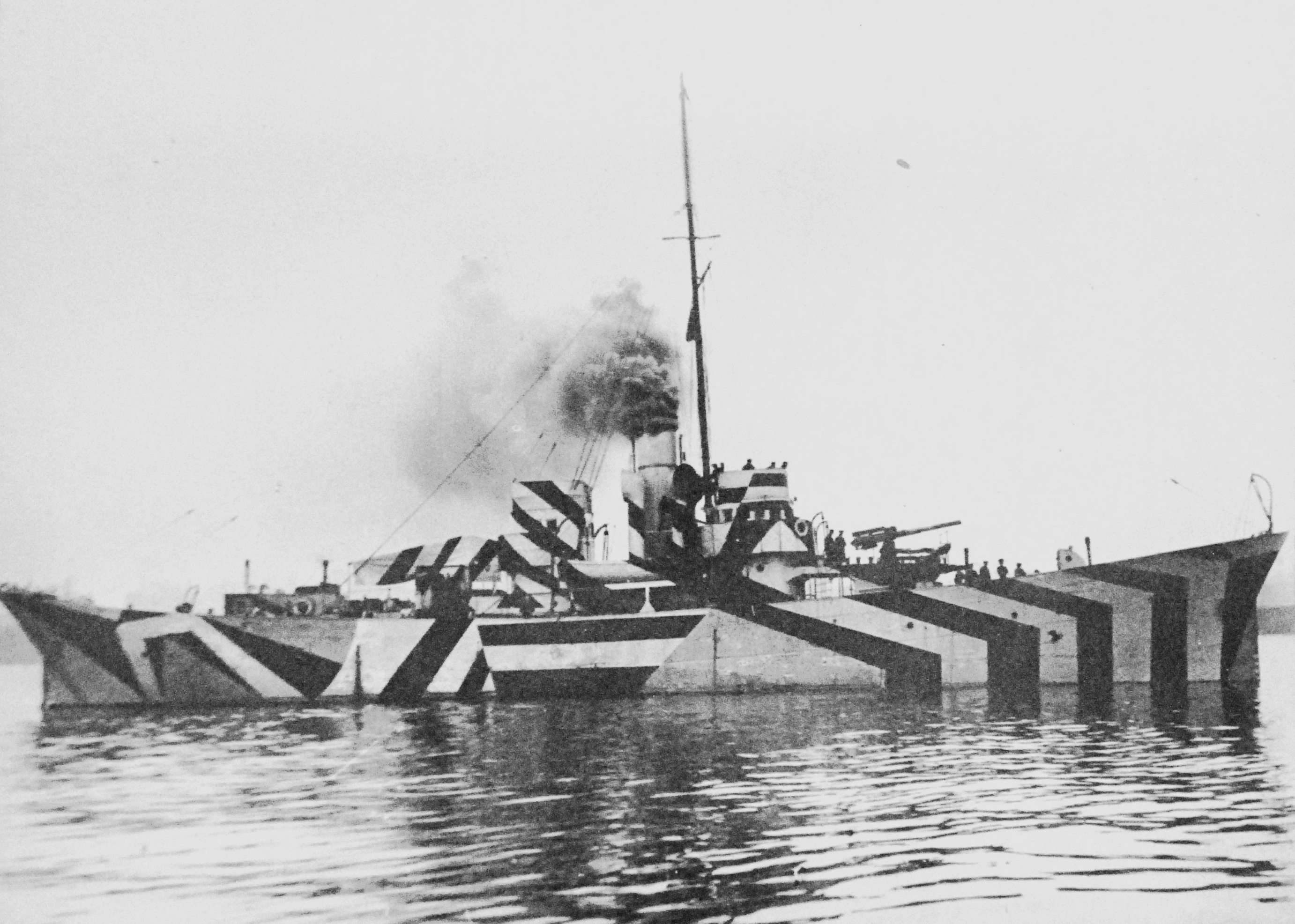
La HMS Kilbride con un esempio di camuffamento tipo "dazzle".

Con la minaccia della guerra totale posta dai sommergibili della Kaiserliche Marine nel 1917, la Royal Navy, nell'ambito dell'"Emergency War Programme" emesso alla metà di quell'anno, avviò un programma per la realizzazione di un gran numero di navi da pattugliamento specializzate nella lotta antisommergibile. Esse dovevano essere dotate di maggiore velocità, autonomia e tenuta in mare rispetto ai pescherecci oceanici (trawlers) fino ad allora utilizzati, dotate di idrofoni e bombe di profondità per scoprire e distruggere i sottomarini nemici prima che divenissero una minaccia per i convogli alleati.  Nel luglio del 1917 l'Ammiragliato britannico ordinò la realizzazione di un totale di 85 unità, designate Classe Kil, suddividendo il lavoro tra sei cantieri navali: George Brown, Hall Russell, Smiths Dock, Cochrane, Cook, Welton & Gemmell. Inizialmente designate pescherecci antisom veloci (fast trawlers), il finanziamento delle unità classe Kil fu approvato nel novembre 1917, e il programma assunse assoluta priorità rispetto alla costruzione dei pescherecci antisom delle classi Strath, Castle e Mersey. 85 unità di queste classi vennero cancellate e rimpiazzate dalle nuove unità, che dal 18 gennaio 1918 erano state ridesignate cannoniere da pattugliamento (patrol gunboats).
Nel marzo 1918, visto l'andamento della guerra sul mare, vi fu una revisione nelle priorità che ebbe come conseguenza la cancellazione di 30 cannoniere classe ‘Kil’. Prima della firma dell'armistizio di Compiègne con la Germania, avvenuta l'11 novembre 1918, ne entrarono in servizio 38, parte di loro armata come dragamine, tutte assegnate alla "Auxiliary Patrol". Ulteriori sedici unità vennero terminate a guerra già finita, non tutte dotate di armamento.
Poste subito in posizione di riserva dopo la fine del conflitto, furono poste in vendita dall'Ammiragliato (messe sulla Sale List) dopo che un eventuale loro utilizzo era stato esaminato dalla Camera dei Comuni. Il 14 febbraio 1920, 48 navi della classe Kil furono vendute a due diversi proprietari civili per la conversione in navi mercantili. Alcune navi furono utilizzate come baleniere, mentre altre come navi mercantili costiere in tutto il Regno Unito. In totale, 48 delle 54 cannoniere costruite vennero trasformate in navi mercantili e vendute ad armatori privati il 14 febbraio 1920.

## Tecnica
Le cannoniere classe Kil erano caratterizzate da una doppia sovrastruttura della plancia, sia verso prua che verso poppa, e un unico fumaiolo posizionato centralmente. La poppa aveva forma uguale alla prua, piuttosto spigolosa, con lo scopo di trarre in inganno i sommergibilisti tedeschi, che negli intendimenti avrebbero avuto difficoltà a distinguere la prua dalla poppa e, a grande distanza, di determinare la rotta della nave. Molte unità furono verniciate con una apposita colorazione mimetica "dazzle". Le cannoniere erano equipaggiate con idrofono, ed armate con un cannone da 102 mm e di 6 o 12 bombe di profondità. La costruzione di ciascuna nave richiese circa sei mesi.

## Unità della classe

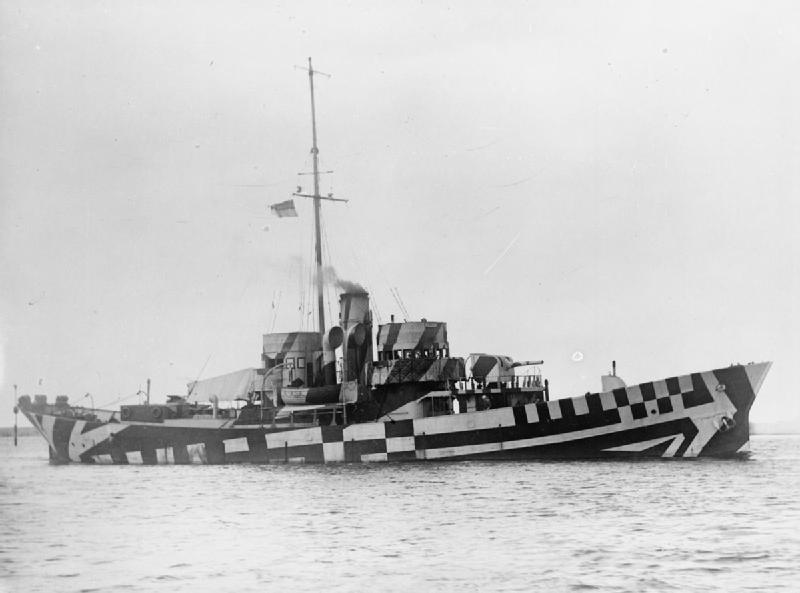
La HMS Killour in una fotografia appartenente all'Imperial War Museum. Notare il pezzo scudato da 102 mm.

- Kilbeggan – costruita dalla George Brown & Company di Greenock, varata nel 1918. Venduta allarmatore Ryan Burleston di Newcastle e trasformata in piroscafo da carico con il nome di Lucker, e registrata a Newcastle-upon-Tyne il 24 luglio 1920. Affidata in gestione alla Joplin & Hull[N 3] di Newcastle, nel 1922 è venduta alla a Johannes Ick GmbH di Amburgo e ridenominata Humus. Nel 1925 passa a alla Nordiche Handels & Reederei di Amburgo e viene ribattezzata Falkental, ma in quello stesso anno è ceduta allarmatore Vito Quargnali di Trieste e ridenominata Candia. Nel 1927 passa a M. M. Gunalachi di Trieste, conservando lo stesso nome. Nel 1929 è acquistata dalla Società Anonima Tito Campanella[N 4] di Genova ricevendo il nome di Tabarca. Il 9 novembre 1940 e requisita a Sant’Antioco dalla Regia Marina ricevendo il distintivo ottico C.20. Affondata per urto con una mina nella serata del 30 novembre 1942, con la perdita di 33 persone.
- Kilberry - costruita dalla George Brown, varata 1918.[1]
- Kilbirnie -costruita da George Brown, varata nel 1919. Affondata il 6 settembre 1920 per urto contro i Seven Stones reef.[6]
- Kilbride – costruita dalla Hall, Russell & Company, varata nel 1918.
- Kilburn - costruita dalla Hall Russell, varata nel 1918.
- Kilcavan - costruita dalla Hall Russell, varata nel 1918.
- Kilchattan - costruita dalla Cook, Welton & Gemmell, varata nel 1918.
- Kilchreest - costruita dalla Smiths Dock Company, varata nel 1918.
- Kilchrenan - costruita dalla Smiths Dock Company, varata nel 1918.
- Kilchvan - costruita dalla Cook, Welton & Gemmell, varata nel 1918.
- Kilclaire - costruita dalla Smiths Dock Company, varata nel 1918.
- Kilclief - costruita dalla Cook, Welton & Gemmell, varata nel 1918.
- Kilclogher - costruita dalla Cook, Welton & Gemmell, varata nel 1918.
- Kilcock - costruita dalla Smiths Dock Company, varata nel 1918.
- Kildalkey – costruita da Cochrane & Sons, varata nel 1918. Venduta alla Robinson, Brown & Joplin il 14 febbraio 1920, rivenduta nello stesso anno alla Kerguelen Sealing and Whaling. Affondata nel 1937 nella baia di Saldanha, Sudafrica.[7]
- Kildangan – costruita da Cochrane & Sons, varata nel 1918.
- Kildare - costruita da Cochrane & Sons, varata nel 1918.
- Kildary – costruita dalla Smiths Dock Company, varata nel 1917.
- Kildavin - costruita dalla Smiths Dock Company, varata nel 1918.
- Kildimo – costruita dalla Smiths Dock Company, varata nel 1918.
- Kildonan – costruita da Cochrane & Sons, varata nel 1918.
- Kildorough – costruita dalla Smiths Dock Company, varata nel 1917.
- Kildorrey – costruita dalla Smiths Dock Company, varata nel 1918.
- Kildress – costruita da Cochrane & Sons, varata nel 1918.
- Kildwick – costruita da Cochrane & Sons, varata nel 1918.
- Kildysart - costruita dalla Smiths Dock Company, varata nel 1918.
- Kilfenora – costruita da Cochrane & Sons, varata nel 1917. Venduta alla compagnia Robinson, Brown & Joplin il 14 febbraio 1920, e rivenduta nello stesso anno alla Kerguelen Sealing and Whaling. Affondata nel 1940 nella baia di Saldanha, Sud Africa.[8]
- Kilfinny – costruita da Cochrane & Sons, varata nel 1918.
- Kilfree – costruita da Cochrane & Sons, varata nel 1918.
- Kilfullert – costruita dalla Smiths Dock Company, varata nel 1918.
- Kilgarvin – costruita dalla Smiths Dock Company, varata nel 1918.
- Kilgobnet -costruita dalla Smiths Dock Company, varata nel 1917.
- Kilham – costruita dalla Smiths Dock Company, varata nel 1918.
- Kilkeel – costruita dalla Smiths Dock Company, varata nel 1918.
- Killena – costruita dalla Smiths Dock Company, varata nel 1918.
- Killering – costruita dalla Smiths Dock Company, varata nel 1918.
- Killeney – costruita dalla Smiths Dock Company, varata nel 1918.
- Killour – costruita dalla Smiths Dock Company, varata nel 1918.
- Killowen – costruita dalla Smiths Dock Company, varata nel 1918.
- Kilybegs – costruita dalla Smiths Dock Company, varata nel 1918.
- Killygordon – costruita dalla Smiths Dock Company, varata nel 1918. Venduta alla Robinson, Brown & Joplin il 14 febbraio 1920, e rivenduto nello stesso anno alla Homeland SS Company, che la ribattezzò Homeland. Successivamente venduta alla Beadon Line e poi alla J. Crass. Venduto di novo nel 1946 alla Gilbert Vallance Webb, e rivenduto nel 1947 alla Arden Hall Steamship Company, che la ridenominò Laevald. Venduto alla Dent and Goodwin nel 1951, e nel 1952 a B. Nikolou che la rinominò Eleoussa registrandola a Panama. Nel 1955 fu registrato in Costa Rica, e nel 1958 venduto a S. Yianniouli che la ribattezzò  Panaghia Tinou. Nel 1961 fu ribattezzata Panaghia Odohitria, e nel 1963 Panaghia Tinou. Nel 1964 si incagliò vicino a Trieste, Italia, con lo scafo che si spezzò in due.[7]
- Kilmalcolm – costruita dalla Smiths Dock Company, varata nel 1918.
- Kilmacrennan – costruita dalla Smiths Dock Company, varata nel 1918.
- Kilmaine – costruita dalla Smiths Dock Company, varata nel 1918.
- Kilmallock – costruita dalla Smiths Dock Company, varata nel 1918.
- Kilmanahan – costruita dalla Smiths Dock Company, varata nel 1918.
- Kilmarnock – costruita dalla Smiths Dock Company, varata nel 1919. Rinominata Chelsea dopo essere stata venduta a una società privata. Acquistata dal contrammiraglio statunitense Richard Byrd nel 1928 per la sua prima spedizione in Antartide. Fu ridenominata Eleanor Bolling, in onore di sua moglie, Eleanor Bolling Byrd. Nel 1930 fu venduta a una compagnia di caccia alle foche, e rivenduta nel 1933 alla Vamar Shipping Company che la ribattezzò Vamar. Affondata il 21 marzo 1942, mentre lasciava Port St. Joe, Florida con un carico di legname diretta a Cuba.[9]
- Killmartin – costruita dalla Smiths Dock Company, varata nel 1919.
- Kilmead – costruita dalla Smiths Dock Company, varata nel 1919. venduta a L. Gueret & Co il 14 febbraio 1920 e ridenominata Mead. Acquistata da Charles Louis Storm nel 1927, e rivenduta nello stesso anno a Smiths' Coasters. Riacquistata dalla Royal Navy nel 1942 e convertita in nave posacavi, trasferita alla South African Navy con il nome di HMSAS Mead. Ritornò al cabotaggio costiero nel 1947, venduto alla Point Shipping Company nel 1957 con il nome di Komati. Venduto alla Durban Lines nel 1959, ìe a K. Nathan nel 1960 per demolizione.[7]
- Kilmelford – costruita da Smiths Dock Company, varata nel 1919.
- Kilmersdon – costruita da Smiths Dock Company, varata nel 1919.
- Kilmington – costruita dalla Smiths Dock Company, varata nel 1919.
- Kilmore – costruita dalla Smiths Dock Company, varata nel 1919.
- Kilmuckridge – costruita dalla Smiths Dock Company, varata nel 1919.
- Kilmun – costruita dalla Smiths Dock Company, varata nel 1918. Completata come nave posacavi e ridenominata Rask, affondata il 31 gennaio 1950.[6]

Ulteriori trenta navi furono cancellate, quattordici assegnate a Cochrane & Sons, undici a Cook, Welton & Gemmell, tre a Hall, Russell & Company e due alla Hawthorn Leslie and Company.

### Annotazioni
1. ↑  Dal fatto che tutte le navi di questa classe portavano i nomi di villaggi della Scozia e dell'Irlanda.
2. ↑  La realizzazione di 16 unità classe Castle, ordinata ai cantieri Smiths Dock, fu cancellata e sostituita da un ordine per la costruzione di altrettanti Kil.
3. ↑  Secondo un'altra fonte alla Robinson, Brown & Joplin.
4. ↑  Divenuta nel 1934 Tito Campanella Società di Navigazione.

### Fonti
1. 1 2 3 4 5 6 7 8 9 10  Tabarca.
2. 1 2 3 4 5  Rice 1991, p. 7.
3. ↑  Parliament.
4. ↑  Rice 1991, p. 8.
5. ↑  Cocker 1985, pp. 26-27.
6. 1 2 3  Cocker 1985, p. 27.
7. 1 2 3  Rice 1991, p. 11.
8. ↑  Rice (1991): p. 11
9. ↑  Mbara.